# Campeonato Paulista de Futebol de 2000 - Série A3
O Campeonato Paulista de Futebol de 2000 - Série A3 foi a 47.ª edição do campeonato que equivale ao terceiro nível do futebol do estado e disputado por 16 clubes.

## Participantes
| - Atlético Sorocaba - Ferroviária - Inter de Bebedouro - Bandeirante de Birigui - Garça - Independente de Limeira - Jaboticabal - Corinthians-PP - São Bento | - Oeste - Taubaté - Noroeste - Marília - Olímpia - Nacional - Matonense - XV de Jaú - União Mogi |

## Forma de disputa
- Primeira fase: Os 16 participantes foram divididos em quatro grupos de quatro equipes, em que as equipes jogam todos contra todos sendo o melhor colocado de cada grupo classificado a disputar a seminfinal intermediária que dá vaga ao campeão desta primeira-fase, a possibilidade de disputa da segunda-fase do Campeonato Paulista de Futebol de 2000 - Série A2. Nesta fase, o Olímpia sagrou-se campeão da primeira fase, obtendo o acesso a Série A2 enquanto o Oeste de Itápolis foi rebaixado da Série A2 para a Série A3, para a disputa da segunda-fase.
- Segunda fase: Os 16 participantes jogam todos contra todos, em turno único. As 8 equipes que mais somarem pontos nessa etapa classificam-se para as quartas de final. Os dois últimos colocados na classificação geral serão rebaixados para a Série B1 em 2001.
- Finais:As 8 equipes disputam no sistema mata-mata respectivamente as quartas-de-final, semi-final e final. O Campeão será o promovido ao Série A2 de 2001.

## Classificação

### Finais da primeira fase
|  | Semifinais | Semifinais | Semifinais | Semifinais |   |         | Final | Final | Final | Final |
|  |            |            |            |            |   |         |       |       |       |       |
|  | Garça      | 2          | 0          | 2          |   |         |       |       |       |       |
|  | Olímpia    | 2          | 1          | 3          |   |         |       |       |       |       |
|  | Olímpia    | 2          | 1          | 3          |   | Olímpia | 0     | 3     | 3     |       |
|  |            |            |            |            |   | Olímpia | 0     | 3     | 3     |       |
|  |            | Nacional   | 1          | 0          | 1 |         |       |       |       |       |
|  | Nacional   | Nacional   | 1          | 0          | 1 | 1       | 3     | 4     |       |       |
|  | Nacional   |            |            |            |   | 1       | 3     | 4     |       |       |
|  | Marilia    | 0          | 0          | 0          |   |         |       |       |       |       |

### Finais da segunda fase
Quartas de final
- 25 de junho e 2 de julho
- Noroeste           2-2  –  0-4  Garça
- Marília            1-1  –  0-1  Oeste
- Independente       0-0  –  0-0  Nacional
- São Bento          3-2  –  1-1  Internacional

Nacional classificado devido melhor campanha na primeira fase
Semi-final
- 8 e 16 de julho
- Nacional           1-0  –  1-1  Oeste
- 9 e 16 de julho
- São Bento          2-1  –  0-2  Garça

Final
- 22 e 30 de julho
- Nacional           1-1  –  1-0  Garça

## Premiação
| Campeonato Paulista de 2000 - Série A3 |
| -------------------------------------- |
| Olímpia Campeão (2º título)            |

| Campeonato Paulista de 2000 - Série A3 |
| -------------------------------------- |
| Nacional Campeão (2º título)           |